# Traffic Sound (álbum)
Traffic Sound es el segundo disco del grupo de rock psicodélico, progresiva peruano Traffic Sound, lanzado en 1970 por el sello MAG. En 2005 el disco fue reeditado por Repsychled Records.

## Lista de canciones
1. Tibet's Suzettes
2. Those Days Have Gone
3. Yesterday's Game
4. America
5. What You Need and What You Want
6. Chicama Way
7. Empty